# Hans Rössling
Hans Rössling (* 17. Dezember 1927 in Sandhofen; † 6. Juli 2013 in Mannheim) war ein deutscher Opernsänger (Bass).

## Leben
Rössling wuchs in Mannheim-Sandhofen auf, absolvierte eine Ausbildung zum Kommunalbeamten und nahm bei Heinrich Hölzlin Gesangsunterricht. 1950 trat er erstmals in einer kleinen Rolle in den Meistersingern von Nürnberg als Gast am Nationaltheater Mannheim auf. Nach einer Teilnahme am Nürnberger Gesangswettbewerb „Meistersinger-Wettstreit“ 1952 wurde er an die Staatsoper Stuttgart engagiert. 1953 wechselte er an das Nationaltheater Mannheim. Der damalige Intendant Hans Schüler hatte beim Vorsingen notiert: „Netter Kerl mit Humor, groß, schlank, mit fortschreitender Reife noch größere Stimme“. Dem Ensemble des Nationaltheaters gehörte er fast vier Jahrzehnte lang bis zur Pensionierung 1990 an. Herbert Meyer bezeichnete ihn 1979 als „stets zuverlässige Stütze in der zweiten Reihe der Bässe, gelegentlich auch in tragenden Rollen“. Nach 1990 folgten noch zahlreiche Gastauftritte in Mannheim, doch 1995 nahm er seinen endgültigen Bühnenabschied. Rössling lebte zuletzt in Heddesheim. Bei seinem Tod hinterließ er seine Ehefrau und zwei Kinder.

## Ehrungen
1988 wurde Rössling für seine künstlerischen Verdienste und seine Verdienste als Personalvertreter zum baden-württembergischen Kammersänger ernannt. 1991 wurde er Ehrenmitglied des Mannheimer Nationaltheaters.